# Match for Africa
La série Match for Africa est un ensemble récurrent de matchs d'exhibition de tennis. Ils sont organisés par le joueur suisse Roger Federer pour collecter des fonds pour la Fondation Roger Federer. Federer participe à un match en simple contre un autre des meilleurs joueurs de tennis du monde qui a également été classé dans le Top 10 par l'Association of Tennis Professionals (ATP). Chaque match permet de collecter plus d'1 000 000 $ à l'appui de programmes éducatifs et sportifs pour les enfants en Afrique.
Le premier match a lieu dans le pays natal de Federer, la Suisse, contre son plus grand rival, Rafael Nadal. Il est également jumelé à un autre match exhibition de bienfaisance joué dans la ville natale de Nadal, en Espagne et intitulé Joining Forces for the Benefit of Children. Depuis la quatrième édition, les joueurs participent également à un match de double où ils s'associent chacun avec une célébrité. Federer s'est par exemple associé à Bill Gates. La sixième édition est la première à se disputer sur le continent africain et est appelée Match in Africa.

## Historique

### 1:Match for Africa
Match for Africa est la première édition du match d'exhibition disputé le 21 décembre 2010. Le match oppose le n° 1 mondial Rafael Nadal au n° 2 mondial Roger Federer au Hallenstadion à Zurich, en Suisse. Il est joué au profit de la Fondation Roger Federer, qui recueille des fonds pour financer la scolarité, le transport et la nourriture des enfants en Afrique. Il est le premier de deux matches d'exhibition disputés par les joueurs en l'espace de deux jours. 
La demande pour l'événement est élevée, les 10 500 billets sont vendus dans les minutes suivant leur mise en vente en septembre 2010. Le match est remporté par Federer en trois sets (4-6, 6-3, 6-3).

### 2:Joining Forces for the Benefit of Children
Ce match est au profit de la fondation de Nadal, la Fundación Rafa Nadal, et il est intitulé Joining Forces for the Benefit of Children.
Pour cette deuxième rencontre exhibition entre Nadal et Federer disputée à la Caja Mágica à Madrid, en Espagne, c'est l'Espagnol cette fois-ci qui remporte le match en trois sets (7-6, 4-6, 6-1).
Avec Match for Africa la veille, les deux rencontres permettent de recueillir près de 4 millions de dollars américains pour des œuvres caritatives, dont 2,5 millions à la Fondation Roger Federer et 1,3 million à la Fundación Rafa Nadal; avec plus à venir pour la charité de Nadal car des segments du terrain sont vendus à Madrid.

### 3:Match for Africa 2
Match for Africa 2 est la deuxième édition du match d'exhibition pour amasser des fonds pour la Fondation Roger Federer. Le match est joué le 21 décembre 2014 au Hallenstadion à Zurich, en Suisse. Cette fois-ci, le match est disputé entre le joueur numéro 2 mondial Roger Federer et le numéro 4 mondial Stanislas Wawrinka. Federer remporte le match (7-6, 6-4).

### 4:Match for Africa 3
Match for Africa 3 est la troisième édition du match d'exhibition pour amasser des fonds pour la Fondation Roger Federer. Le match devait initialement avoir lieu en novembre 2016, mais en raison d'une blessure au genou de Federer, il est reporté au 10 avril 2017 à Zurich, en Suisse. Le match est disputé entre le n° 4 mondial Roger Federer et le n° 1 mondial Andy Murray. Le match est remporté par Federer (6–3, 7–6) et permet de recueillir 1,4 million de francs suisses.

### 5:Match for Africa 4
Match for Africa 4 est la quatrième exhibition pour recueillir des fonds pour la Fondation Roger Federer. Les matchs sont joués le 29 avril 2017 à la KeyArena à Seattle, aux États-Unis. Le match de double est disputé entre Roger Federer et Bill Gates contre John Isner et Mike McCready du groupe Pearl Jam. Federer et Gates remportent ce match 6–4. Federer remporte le simple contre John Isner (6-4, 7-6).

### 6:Match for Africa 5
Connue également sous le nom de Match for Africa 5: Silicon Valley est la cinquième édition à recueillir des fonds pour la Fondation Roger Federer. Les matchs sont joués le 5 mars 2018 au SAP Center à San José, aux États-Unis. Les doubles sont disputés entre Roger Federer et Bill Gates contre Jack Sock et Savannah Guthrie de NBC News. Federer et Gates remportent le double 6-3. Le match en simple entre Federer et Sock qui suit voit Federer remporter la victoire (7-6, 6-4).

### 7:Match in Africa 6
La sixième édition a lieu le 7 février 2020 au Cape Town Stadium, au Cap, en Afrique du Sud et met à nouveau en vedette Roger Federer et Rafael Nadal. Federer a confirmé la date, le lieu et l'adversaire lors de l'édition 2019 de Wimbledon. Federer déclare qu'il a cherché la participation de Nadal pendant deux ans avant une date convenue. L'Afrique du Sud est le pays de naissance de la mère de Federer et le centre de sa fondation caritative. Les doubles sont disputés entre Roger Federer et Bill Gates contre Rafael Nadal et Trevor Noah, hôte de The Daily Show. C'est aussi la première fois que Federer dispute un match en Afrique du Sud. Le double est remporté 6-3 par la paire Federer/Gates. En simple, Federer bat Nadal en trois sets (6-4, 3-6, 6-3). Ce match bat un nouveau record du tennis avec 51 954 spectateurs présents dans le stade.

## Résultats
Les matches de simple se disputent en 2 sets gagnants tandis que les matches de double en 1 set gagnant.

### En simple
| Date             | Match                                                       | Surface            | Vainqueur     | Finaliste          | Score              |
| ---------------- | ----------------------------------------------------------- | ------------------ | ------------- | ------------------ | ------------------ |
| 21 décembre 2010 | Match for Africa, Zurich, Suisse                            | Dur (int)          | Roger Federer | Rafael Nadal       | 4-6, 6-3, 6-3      |
| 22 décembre 2010 | Joining Forces for the Benefit of Children, Madrid, Espagne | Terre battue (int) | Rafael Nadal  | Roger Federer      | 7-6(7-3), 4-6, 6-1 |
| 21 décembre 2014 | Match for Africa 2, Zurich, Suisse                          | Dur (int)          | Roger Federer | Stanislas Wawrinka | 7-6(7-4), 6-4      |
| 10 avril 2017    | Match for Africa 3, Zurich, Suisse                          | Dur (int)          | Roger Federer | Andy Murray        | 6-3, 7-6(8-6)      |
| 29 avril 2017    | Match for Africa 4, Seattle, États-Unis                     | Dur (int)          | Roger Federer | John Isner         | 6-4, 7-6(9-7)      |
| 5 mars 2018      | Match for Africa 5, San José, États-Unis                    | Dur (int)          | Roger Federer | Jack Sock          | 7-6(11-9), 6-4     |
| 7 février 2020   | Match in Africa 6, Le Cap, Afrique du Sud                   | Dur (ext)          | Roger Federer | Rafael Nadal       | 6-4, 3-6, 6-3      |

### En double
| Date           | Match                                     | Surface   | Vainqueurs               | Finalistes                 | Score |
| -------------- | ----------------------------------------- | --------- | ------------------------ | -------------------------- | ----- |
| 29 avril 2017  | Match for Africa 4, Seattle, États-Unis   | Dur (int) | Roger Federer Bill Gates | John Isner Mike McCready   | 6-4   |
| 5 mars 2018    | Match for Africa 5, San José, États-Unis  | Dur (int) | Roger Federer Bill Gates | Jack Sock Savannah Guthrie | 6-3   |
| 7 février 2020 | Match in Africa 6, Le Cap, Afrique du Sud | Dur (ext) | Roger Federer Bill Gates | Rafael Nadal Trevor Noah   | 6-3   |